# ديريك هام
ديريك هام (بالإنجليزية: Derrick Ham)‏ هو لاعب كرة قدم أمريكية أمريكي، ولد في 23 مارس 1975 في ميريت آيلاند في الولايات المتحدة.

## وصلات خارجية
- ديريك هام على موقع مرجع كرة القدم المحترفة.كوم (الإنجليزية)